# Linux
Linux eller GNU/Linux är ett Unix-liknande operativsystem som till största delen, och i några varianter helt, består av fri programvara. Det är ett av de mer framstående exemplen på vad utveckling med fri programvara och öppen källkod har åstadkommit. Operativsystemet består av kärnan Linux och oftast programvara från GNU-projektet samt från tusentals andra projekt. Eftersom många linuxdistributioner innehåller flera viktiga program från GNU-projektet kallas operativsystemet av en del för GNU/Linux.
En linuxdistribution är en samling programvara som förutom Linuxkärnan och GNU-systemet innehåller det som behövs för att få ett komplett, fungerande datorsystem. Det finns ett stort antal distributioner skapade av företag, privatpersoner och öppna projekt. En del distributioner är främst tänkta att användas på persondatorer, andra är avsedda för servrar. De större distributionerna är avsedda att kunna användas i de flesta sammanhang, och programvara som inte ingår i en viss distribution går ändå att installera där med måttligt besvär.
Linux är sedan länge det klart dominerande operativsystemet bland superdatorer. Linux-kärnan används ofta också i inbyggda system, men resten av operativsystemet kan skilja sig väsentligt från Linux. Android, det dominerande operativsystemet för mobiltelefoner, är ett exempel på ett sådant annorlunda Linux-baserat operativsystem.
Linux blev vanligt på internetservrar redan i mitten av 1990-talet. Användningen på persondatorer var länge begränsad av framförallt tillgången på kontorsprogram. Installation av tidiga Linux-distributioner krävde relativt stora kunskaper i datorteknik. Större institutioner med Windows-miljö har också dragit sig för den skolning av administratörer och användare som en övergång kräver, och framförallt för att upprätthålla dubbla system, i de fall Linux inte helt kan ersätta den tidigare miljön.
Linux erbjuder sedan länge ett gott programurval på nästan alla områden. Installationen av de flesta distributioner sker med ett grafiskt användargränssnitt och är automatiserad, inklusive detektering av hårdvara och val av drivrutiner. För en icke-teknisk användare är byte från Windows till en välanpassad Linux-variant knappast svårare än byte från en generation Windows-system till nästa. Flera distributioner är avsedda för mindre avancerade användare.

## Teknisk översikt

### Kärnan Linux

Tux är den officiella maskoten för Linux.

Linux är kärnan, en liten, men ytterst central del av ett komplett Linuxoperativsystem. Kärnan har som uppgift att hålla reda på och kommunicera med de olika delarna av datorns hårdvara, som CPU, arbetsminne och hårddiskar, samt fördela tillgång och resurser till de olika program som körs i systemet. Även om stöd och sammansättning kan varieras när linuxanvändaren bygger en kärna brukar vanligtvis det mesta utrymmet tas upp av drivrutiner för olika sorters hårdvara.
Kärnan är det första programmet som startas i ett system, efter BIOS och en bootloader. Kärnans första uppgifter brukar vara att samla in information om vilken hårdvara som finns tillgänglig och ladda in alla drivrutiner för dessa. Efter detta lämnar kärnan över till resten av systemet och lägger sig i bakgrunden för att fördela och ge tillgång till olika resurser för programmen som körs.
Linux är, liksom i de flesta andra Unix-liknande system, en monolitisk kärna. Med detta menas att de flesta systemprocesser som in- och utmatning, minneshantering och drivrutiner körs som en del av kärnan och inte som separata processer. Denna arkitektur kan vara riskabel, då ett fel i en relativt oviktig modul kan stoppa processen och därmed hela systemet. Om implementationen är stabil och felfri så ger å andra sidan den täta kopplingen väldigt höga hastigheter och bra prestanda.
Linuxkärnan utsätts för noggranna tester och översikter innan varje ny stabil version (eng: stable) släpps, och allvarliga fel är då mycket ovanliga för att antalet programfixar minimeras i detta skede av utvecklingsprocessen. Det återspeglas i dess allmänt goda rykte vad gäller stabilitet och driftsäkerhet.

### Systemprogram

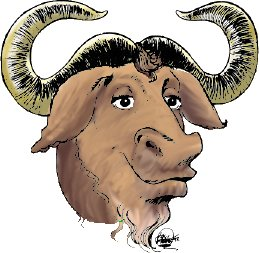
GNU-projektet har djuret med samma namn som symbol.

För att ett operativsystem ska kunna användas av en människa krävs mer än bara en kärna, det behövs någon form av gränssnitt som kan översätta de kommandon användaren ger. Här bidrar GNU-projektet med tusentals små och stora program som körs utanpå kärnan, kommunicerar med både denna och användaren och ser till att datorn faktiskt gör någonting. Det finns andra programsamlingar som också används, i synnerhet i inbyggda system. I dessa är det relativt vanligt att använda Busybox, ursprungligen utvecklad för små Debian GNU/Linux-system för installation och felsökning.
Maskinen startas vanligen med den mångsidiga bootloadern GRUB. Tidigare användes ofta den mycket enklare LILO eller Loadlin, som kunde startas från MS-DOS. De mest grundläggande tjänsterna för programmen tillhandahålls liksom i andra unixliknande system av libc, vanligen GNU libc, men alternativ som musl och uClibc finns, utvecklade för inbyggda system. Det kanske viktigaste programmet som GNU bidrar med är GCC, GNU Compiler Collection, en samling kompilatorer och tillhörande program som gör att användaren kan skriva och kompilera andra program. Utan en bra kompilator hade man inte kunnat utveckla konkurrenskraftig programvara för Linux.

### Övriga komponenter
GNU bidrar med många andra program, från de flesta små kommandon som kan användas i skalet Bash till den kompletta skrivbordsmiljön GNOME och bildbehandlingsprogrammet GIMP, via schackprogram som GNU Chess och en fri ersättning för PGP kallad GPG. Projektet fortsätter konstant att utöka sin lista över program som gör det möjligt att jobba i en helt fri miljö.
Vid sidan av Linux och program ur GNU-projektet innehåller ett Linux-system program från många olika källor, både central infrastruktur såsom X Window System eller utskriftssystemet CUPS och mindre program från enskilda företag eller entusiaster.

## Historia

### GNU var först

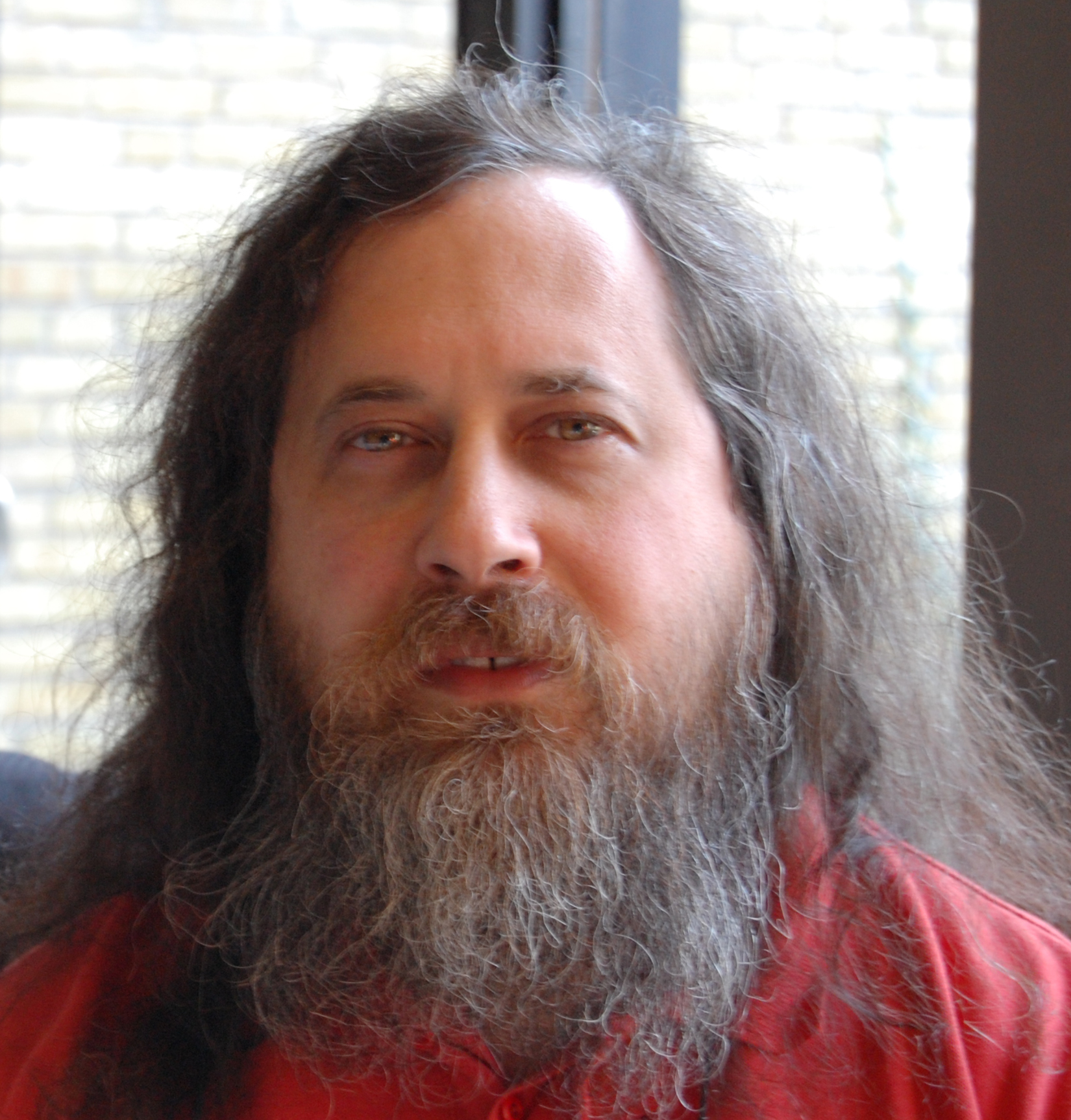
Richard M. Stallman, GNU-projektets grundare.

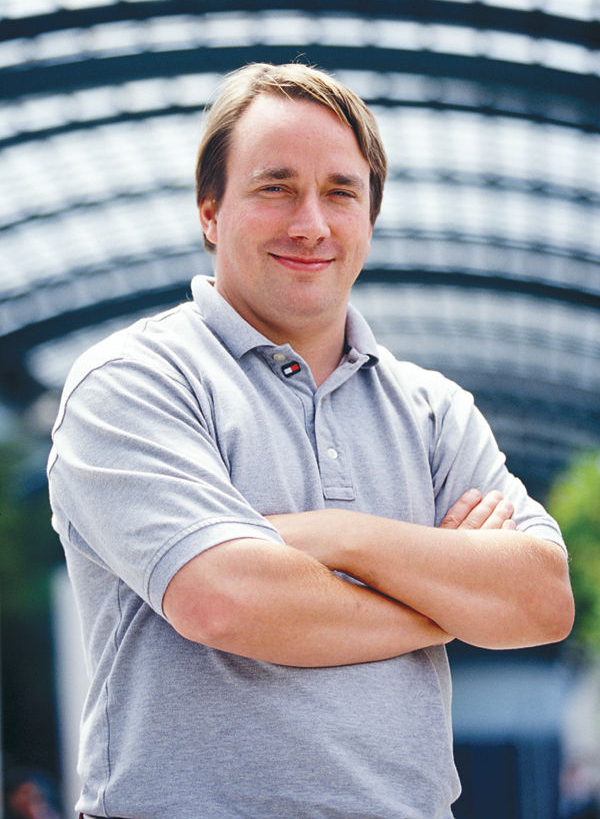
Linus Torvalds, skapare av Linuxkärnan.

Den 27 september 1983 presenterade Richard Stallman det ambitiösa GNU-projektet, med målet att skapa ett fullständigt fritt operativsystem kompatibelt med Unix. Han sade upp sig från sitt jobb och inledde GNU-projektet tillsammans med andra programmerare som delade hans vision. De ville inte enbart skapa ett operativsystem utan även annan nödvändig programvara så att det skulle bli möjligt att använda en dator helt utan proprietära program.
Under 1980-talet samlade projektet en mängd existerande fri programvara och skapade själv textredigeraren Emacs, C-kompilatorn GCC, systembiblioteket glibc och ett stort antal andra program. Men kärnan som systemet tänkt använda, GNU Hurd, var inte klar. Utvecklingen av denna hade stött på en mängd tekniska problem och när Linux dök upp i början på 90-talet skulle det fortfarande dröja länge innan Hurd var användbar. År 1994 utannonserades att Hurd kunde köra emacs. Linux, som kärnan kom att kallas efter sin skapare, blev den pusselbit som hade saknats i GNUs operativsystem.

### Sedan kom Linux
1991 skapade den finlandssvenske programmeraren Linus Torvalds en Unix-liknande kärna för PC-datorer som han släppte fri på Internet. Från början var det inte tänkt för allmänt bruk utan han gjorde det mest för att lära sig mer om hur man bygger operativsystem. Att använda Linux-kärnan tillsammans med program från GNU-projektet blev snabbt en populär kombination, och GNU libc och Grub är anpassade till Linux, men projekten är separata.

### Linux eller GNU/Linux
Operativsystemet kallas ofta kort och gott "Linux", även om "GNU/Linux" förespråkas av dem som vill ge erkännande åt GNU-projektet. Richard Stallman som grundade GNU-projektet insisterar på den senare termen och har även en syn på fri programvara som skiljer sig något från den mer pragmatiska hållningen hos Linus Torvalds och till exempel Eric S. Raymond.
När Linus Torvalds frågades i dokumentären Revolution OS om namnet "GNU/Linux" var skäligt så svarande han:
Well, I think it's justified, but it's justified if you actually make a GNU distribution of Linux ... the same way that I think that "Red Hat Linux" is fine, or "SUSE Linux" or "Debian Linux", because if you actually make your own distribution of Linux, you get to name the thing, but calling Linux in general "GNU Linux" I think is just ridiculous.
(Förkortat: "Jag tycker det är berättigat – om man skapar en GNU-distribution med Linux. Den som skapar en distribution får namnge den. Men att kalla Linux i allmänhet "GNU Linux", det är bara löjligt.")

### Nutid
Länge utvecklades Linux framförallt av enskilda entusiaster, men numera deltar också ett stort antal företag i utvecklingen, antingen direkt genom sina egna anställda, eller genom finansiering eller bidrag av olika slag. IBM, Sun, Hewlett-Packard och Novell är några av de storbolag som satsat på Linux, och ser det som en framtida möjlighet. Motiven varierar, men ofta nämns flexibiliteten, möjligheten att påverka, låga kostnader och att det går att undvika Microsofts agenda.
Från början var Linux tänkt att endast köras på Intels 80386-processorer och dess kloner och efterföljare, men efterhand har både kärnan och systemet blivit portade till nästan alla tänkbara och tillgängliga system, i vissa fall bara "för att se om det går", enligt den typiska hacker-mentaliteten. Linux kan köras på Ipod, Xbox Amiga, System z (där Linux sedermera blev ett av de viktigaste operativsystemen) och Nintendo DS, för att nämna några av de mer ovanliga exemplen. Linux är numera det dominerande operativsystemet på superdatorer. Operativsystemet används även i mobiltelefoner och handdatorer, eftersom själva kärnan kan hållas relativt liten och resurssnål.

## Upphovsrätt
Både Linuxkärnan och GNU-programmen är licensierade under GNU General Public License (GPL). Detta innebär att programvaran får spridas fritt (gratis eller mot betalning) så länge källkoden görs tillgänglig, så länge de distribuerade programmen fortfarande lyder under GPL och licens och historik noteras enligt licensens krav. Även modifierade, utökade och förbättrade varianter får spridas. Liknande system, till exempel BSD, har en licens som tillåter spridning av modifierade versioner men som inte kräver att dessa i sin tur skall göras fritt tillgängliga. Linus Torvalds har i en intervju sagt att valet att släppa Linuxkärnan under GPL var "det bästa han någonsin gjort".
En konsekvens av GPL:s tillåtande inställning till ekonomisk ersättning jämfört med villkoren för exempelvis de flesta gratisprogram (freeware) är att många företag säljer delvis egenutvecklade distributioner eller skräddarsydda Linux-baserade lösningar, samtidigt som de gör mjukvaran fritt tillgänglig, i första hand för fristående utvecklare. I priset för den kommersiella varianten ingår ofta någon form av support.
Även om en del versioner av operativsystemet är helt fria kan man också köra icke-fria program på Linux. De viktigaste kategorierna är självständiga program som Mathematica, Oracle eller Flash, drivrutiner och firmware för viss maskinvara samt patentskyddade kodekar.

## Installation
På 1990-talet var svårigheter med att installera Linux ett stort hinder för många användare och detta ligger även kvar som en av orsakerna till att operativsystemet av många upplevs som svårt och användarfientligt. Då Windows XP och Windows 7 var aktuella var många distributioner inte svårare att installera än dessa, och hade ofta bättre inbyggt hårdvarustöd. Det är dock värt att notera att många Windows-användare aldrig har installerat ett operativsystem, då Windows kommer förinstallerat på datorn. Det enorma programutbudet i en normal distribution kan också göra installationen svårare, i synnerhet om användaren väljer att installera avancerad serverprogramvara. En standardinstallation med lämplig maskinvara kan till och med vara lättare än att aktivera en färdigt installerad Windows.
Cd-skivor och ibland också dvd-versioner finns oftast att ladda ner som avbilder som kan brännas ut eller kopieras till ett USB-minne. Den ursprungliga installationen kan kompletteras och hållas uppdaterad över Internet. Kommersiella distributioner kan i regel även köpas i box med manual, extra proprietära program och teknisk support. Flera tillverkare säljer datorer, i synnerhet servrar, med Linux förinstallerat. OpenSUSE, Mandriva, Ubuntu och Fedora är exempel på distributioner som specifikt riktar sig mot vanliga användare.

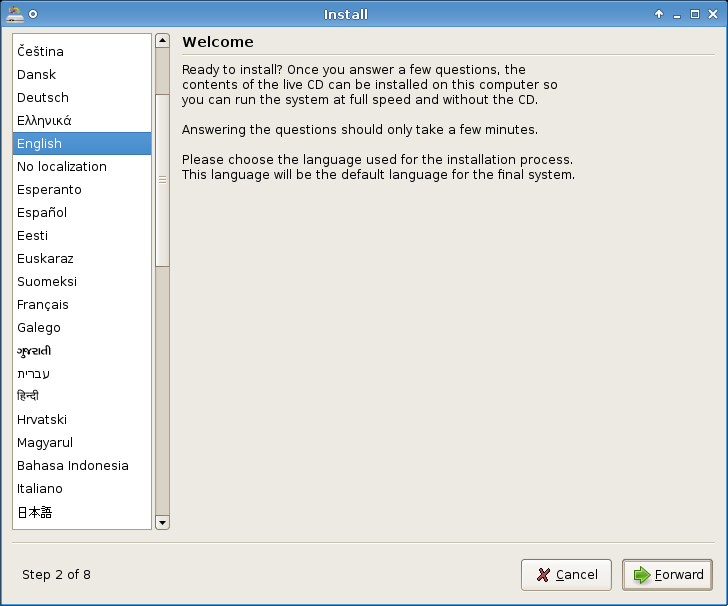
Språkvalsdialogen vid installation av Xubuntu från live-CD.

En live-cd kan vara en bra metod för att prova Linux, i allmänhet eller en viss distribution, utan att behöva installera något permanent. Den startar ett komplett system i datorns minne utan att skriva något till hårddisken. Ett system som körs "live" är dock mycket långsammare än ett installerat system. Knoppix är den mest kända live-distributionen, med en rik flora av program inkluderat på skivan. Den är därför ett vanligt val för användare som vill kunna köra Linux på datorer de inte kan installera systemet permanent på, till exempel i skolan eller på ett internetcafé. De flesta större distributioner har även live-versioner av sina vanliga operativsystem. Vissa distributioner, bland annat Ubuntu, kommer i form av en kombinerad live-cd och installations-cd, där man kan välja att göra en installation medan systemet körs "live".
Det finns också wubi, som installerar Ubuntu direkt i Windows. Detta utan att behöva partitionera om hårddisken eller bränna en skiva. Ubuntu kan sedan tas bort så som andra program tas bort i Windows. Wubi är dock begränsad till tidigare versioner av Windows operativsystem (Windows 7 och tidigare). Wubi är numera avvecklad (2015).
Genom att Linux kan installeras på många olika sätt och skräddarsys också av enskilda kan operativsystemet någorlunda lätt anpassas till exempel för personer med svag syn. Det finns distributioner som är speciellt inriktade på denna nisch, såsom vinux, och instruktioner dels allmänt, dels för ett antal specifika distributioner. Instruktionerna täcker framförallt hur man får igång systemet till en punkt där hjälpmedlen aktiverats (t.ex. talsyntetisator, brailleterminal, skärmläsare eller förstorad text), men också vilka hjälpmedel som överhuvudtaget finns tillgängliga.

## Användning
Linux kan användas på ett otal olika sätt, både gränssnitt och syfte kan variera stort mellan olika distributioner och enskilda installationer. Därför är det svårt att säga något slutgiltigt om lämplighet och användarvänlighet. Linux har dock "växt upp" och mognat betydligt på senare år, förmodligen delvis tack vare att större företag satsat på Linux och tilldelat personal och resurser till tråkigare uppgifter som hobbyister gärna skjuter på.
Numera är de större distributionerna mycket användarvänliga, med bra översättningar till tiotals språk för åtminstone alla centrala tillämpningsprogram. Det finns ett stort utbud av programvara både för arbete och nöje. Som det står idag går det med visst fog att hävda att det inte är mer problem att använda vare sig Macintosh, Windows eller Linux - men att det däremot är olika problem vilket kan vara en barriär vid byte åt endera hållet.

### Typer av användare
För användare som vill ha en dator för hemmet eller kontoret och är vana vid Windows finns det ett flertal användarvänliga distributioner idag som väl matchar behoven hos de flesta, med undantag för utbudet av kommersiella datorspel. De fria systemen Mandriva, SuSE, Ubuntu och Fedora har alla gott rykte om sig som lätta att komma in i och använda. Dessutom finns kommersiella varianter som Linspire och Xandros för de som är villiga att betala för sin distribution.
Linux har blivit ett standardoperativsystem för serverdatorer, även för verksamhetskritiska tillämpningar. På flera större och medelstora företag används numera Linux på servrar som traditionellt skulle ha kört under någon Unix-version. Linux används även på IBM's stordatorer, System z. I segmentet för tjänster med låga krav på processkraft men desto högre på stabilitet och realtidsegenskaper hör Telias tjänst Fröken Ur. De som vill lära sig mer om hur ett system fungerar "under huven" eller värderar möjligheten att ställa in systemet precis som användaren själv vill ha det kan istället titta närmare på Arch Linux, Gentoo, Slackware eller Debian. Alla dessa byggs mer upp från grunden och användaren har en hög grad av kontroll över vad som ingår i systemet och vilka inställningar komponenterna har. Dessa distributioner lämpar sig därför extra väl för dem som vill sätta upp en server eller göra något av en gammal dator med låg prestanda.

### Linux i den offentliga sektorn
I fler och fler länders offentliga sektor har Linux blivit ett alternativ till kommersiell programvara. Detta gäller till exempel i Venezuela där man planerar att helt gå över till öppen programvara år 2009, samt i de spanska regionerna Andalusien och Extremadura. Den huvudsakliga drivkraften till detta är lägre kostnader och bättre säkerhet, då Microsoft bara ger support för äldre programvara under begränsad tid. När supporttiden upphör kan det uppstå säkerhetsproblem om man inte köper nya versioner av programmet, vilket kan kosta en del. Stora linuxanvändare i Sverige är Rikspolisstyrelsen, Apoteket, Försäkringskassan och i viss mån Försvarsmakten.
Även i till exempel Ryssland är Linux stort. Det är det operativsystem som används mest i ryska skolor. I Kina används Linux av försvaret.

### Kommandotolk

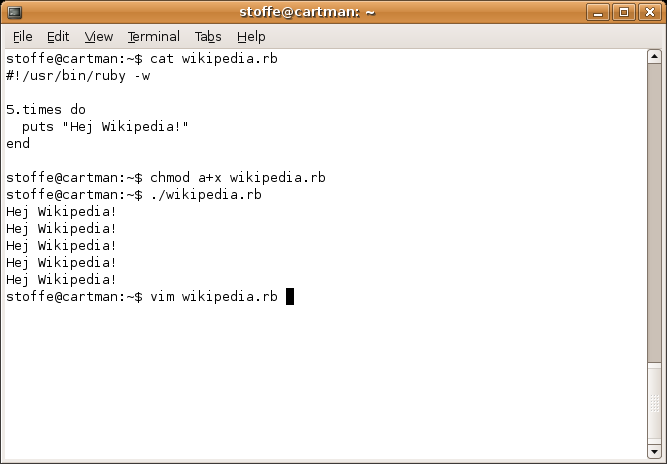
Kommandotolken i GNOME visar upp ett enkelt program skrivet i Ruby.

En viktig del av GNU-systemet består av de program som används för att utföra vanliga Unix-kommandon. På Linux-system, liksom på alla andra Unix-liknande system, har man tillgång till dessa via ett textgränssnitt och en kommandotolk eller skal. Man kan låta systemet starta utan grafiskt gränssnitt och bara använda skalet, vanligare är att man har kommandoskalet tillgängligt i ett separat fönster. De vanliga Unix-kommandona utför funktioner som att manipulera, flytta, kopiera och radera filer och kontrollera och styra de program som körs på systemet. Moderna skrivbordsmiljöer kan i princip ersätta kommandoskalet helt, men många användare anser att ett textbaserat gränssnitt är flexiblare och snabbare för många typer av arbete.
Administratörer av servrar ansluter ofta till andra datorers skal över Internet eller interna datornätverk via gränssnittet SSH. Det är inte ovanligt att webbhotell som kör Linux eller BSD erbjuder denna sorts inloggning till sina kunder, vilket gör att användaren kan arbeta smidigare än via FTP. Kunden kan tillåtas att förutom att arbeta interaktivt också definiera schemalagda körningar.
Bash är det absolut vanligaste skalet i dag även om det finns ett antal alternativ, som till exempel C shell och Z shell.
Det fönster eller den enhet från vilken man kör kommandotolken kallas ofta "terminal" eller "tty", efter fjärrskriftsmaskin (engelska: TeleTYpewriter), då sådana i tiderna användes som datorterminaler. Varianter på enhetsnamnet är pty för pseudoterminal (terminalfönster i det grafiska gränssnittet) och ttyS för terminal kopplad till en serieport. Man kan också tala om "kommandorad", eftersom kommandon till skalet oftast ges rad för rad.

## Programmering
I ett antal år utvecklades Linux i mångt och mycket av programmerare som skrev program och funktioner för att uppfylla sina egna behov och det var först mot slutet av 1990-talet som fokus lades på att skapa ett användarvänligt operativsystem för alla. Med den bakgrunden är det inte förvånande att det finns många program för utveckling och stöd för ett otal programspråk.

### Kompilerade språk
GNU Compiler Collection är en samling kompilatorer och tillhörande kringprogram som kan kompilera ett antal olika programspråk, bland annat C, C++, Objective-C, Go, Ada och Fortran. Även om det finns fler kompilatorer tillgängliga för Linux, har GCC blivit de facto-standard och följer med i de flesta distributioner.

### Skriptspråk
Linux, liksom alla UNIX-lika miljöer, har dessutom en stark tradition av att använda skriptspråk för att göra arbetet och livet lättare. Skript är program skrivna i språk som tolkas under körningen vilket ger långsammare program men mycket flexiblare och effektivare utveckling. Vanliga exempel som ofta finns inkluderade, förutom de olika kommandotolkarnas inbyggda språk, är Perl, PHP, Python, Tcl och Ruby.

### Programmering för WWW
Det är fortfarande vanligt att använda skript för att skapa dynamiska webbsidor och koppla innehållet till databaser och logik, trots att specialiserade språk som PHP har blivit vanligare. Linux och Perl, Python, eller PHP tillsammans med webbservern Apache och databasen MySQL brukar betecknas med förkortningen LAMP och är förmodligen den vanligaste konfigurationen hos webbhotell och webbplatser. Nuförtiden skrivs även ganska många program direkt i skriptspråk, då det finns kopplingar till förkompilerade grafik- och fönsterbibliotek, och själva logiken som skriptet ansvarar för bara försumbart påverkar programmets körtid.

### Utvecklingsmiljöer och andra program

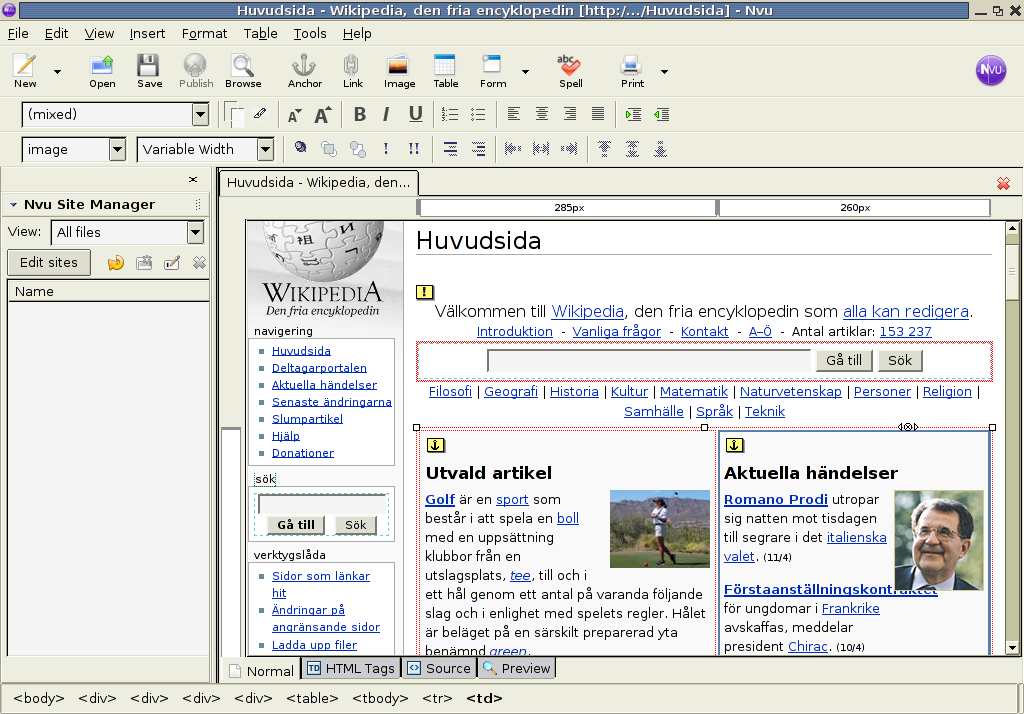
Nvu redigerar svenska Wikipedias huvudsida.

Det finns ett antal utvecklingsmiljöer för Linux, däribland Anjuta, KDevelop, Code::Blocks, NetBeans IDE, Eclipse, Qt Creator och Geany, även om många istället använder sig av avancerade textredigerare som Emacs, Vim eller Kate. Det finns även en Visual Basic-liknande miljö vid namn Gambas som är tänkt att vara lika lätt att använda men ännu mera kraftfull.
För att jobba med HTML och designa webbsidor finns Nvu och Quanta Plus som precis som Dreamweaver kan jobba med WYSIWYG ("vad du ser är vad du får") eller direkt med koden och växla mellan dessa lägen. För den som bara vill knacka ren kod direkt finns bland andra Bluefish som har många funktioner för HTML och PHP och dessutom har de flesta avancerade textredigerare något slag av stöd för detta arbete.

## Grafiska gränssnitt
I Linux och andra UNIX-lika system är det mesta uppbyggt i lager, från kärnan och utåt finns det olika program som bygger på varandra och tar ansvar för varsin uppgift; så också i frågan om grafik och gränssnitt. En skillnad mot till exempel Windows är att användargränssnitten är fristående från själva operativsystemet – det är möjligt att köra flera skrivbordsmiljöer på samma linuxsystem, också samtidigt, och de flesta program fungerar åtminstone i teorin ungefär likadant oavsett vilken grafisk miljö som valts. Det omvända gäller också, till exempel används GNOME-miljön även i andra operativsystem.

### Användargränssnittets uppbyggnad
Längst ner i systemet ligger drivrutinerna och kommunicerar med grafikkorten med hjälp av kärnan. I grafiskt läge används med fönstersystemet X Window System (ofta kallat X11 eller bara X) distribuerade rutiner. Fönstersystemet har hand om de allra mest grundläggande uppgifterna när det gäller att hantera och rita upp grafik på skärmen, förmedla information och fördela resurser mellan klienterna.
Utseende på olika grafiska element och det mesta av användargränssnittets funktion bestäms av de programbibliotek, skrivbordsmiljöer, fönsterhanterare och tillämpningsprogram som används, och hur systemet konfigurerats. Dessa program är ur fönstersystemets synvinkel jämlika klienter och arbetsfördelningen dem emellan bestäms främst av konventioner. Det går att köra enkla tillämpningsprogram direkt på X, utan fönsterhanterare och skrivbordsmiljö, och de flesta fönsterhanterare kan användas i vilken skrivbordsmiljö som helst.

### Grafiska miljöer
Nuförtiden använder de flesta en komplett skrivbordsmiljö som inkluderar en egen fönsterhanterare, inställningar och regler för hur systemet ska bete sig, menyer, paneler och aktivitetsfält. I vanliga fall ingår även en grunduppsättning nödvändiga program som filhanterare, miniräknare, textredigerare, webbläsare, mediaspelare med mera, anpassade till denna miljö.
De två absolut vanligaste skrivbordsmiljöerna idag är GNOME och KDE, och likheterna mellan dessa är större än skillnaderna. En Windows- eller Macanvändare som idag sätter sig vid en modern Linuxdator med någon av dessa miljöer kommer antagligen inte ha några problem med att navigera och känna igen sig. Det finns små skillnader i arbetssätt och placeringar av knappar med mera, men inte större än mellan Windows och Mac. I stort sett följer alla moderna system någorlunda samma programmeringsparadigm för interaktion. De flesta grafiska miljöer för Linux har ärvt några funktioner från sina föregångare i Unix-världen, bland annat möjligheten till flera virtuella arbetsytor.
En alternativ, resurssnålare, skrivbordsmiljö är Xfce. Slutligen finns också linuxversioner av äldre fönsterhanterare som TWM och FVWM. Den senare är under aktiv utveckling och om man använder den som del av en skrivbordsmiljö kan programmet utnyttja dess infrastruktur.

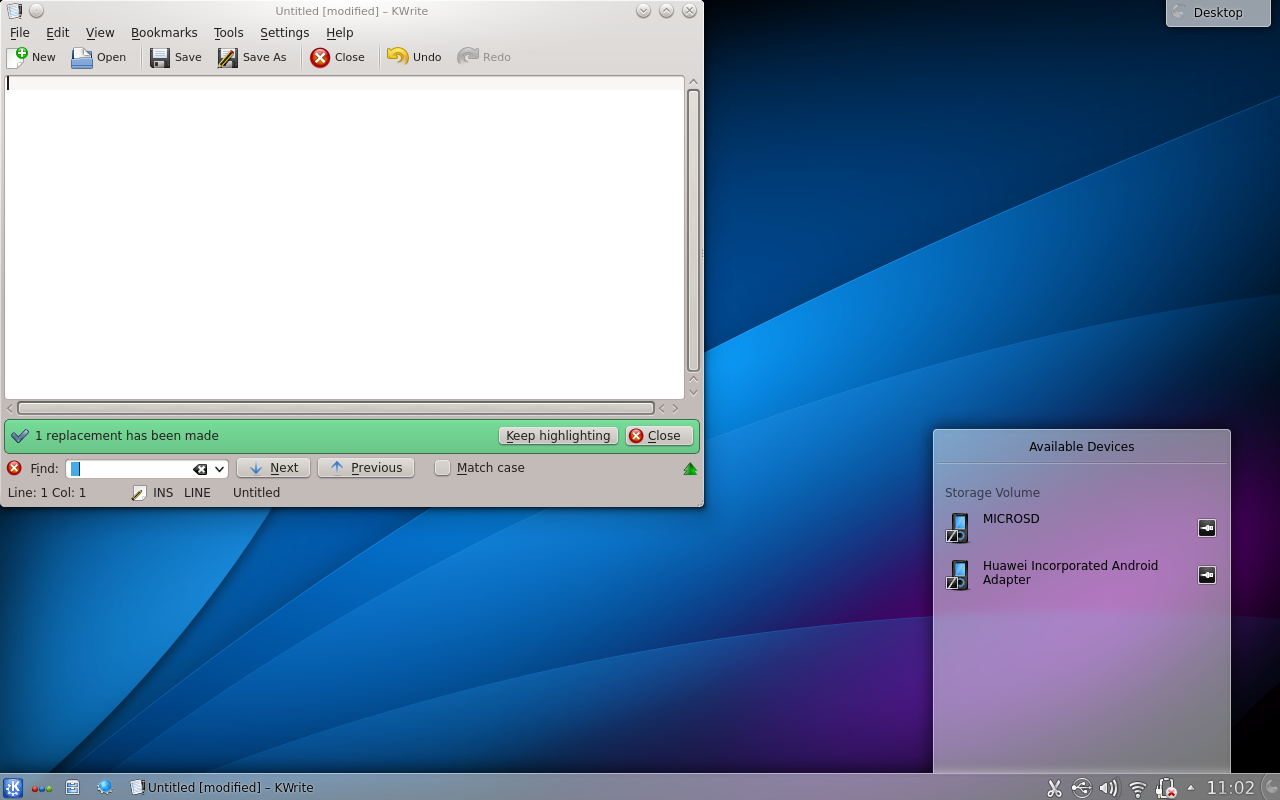
KDE4
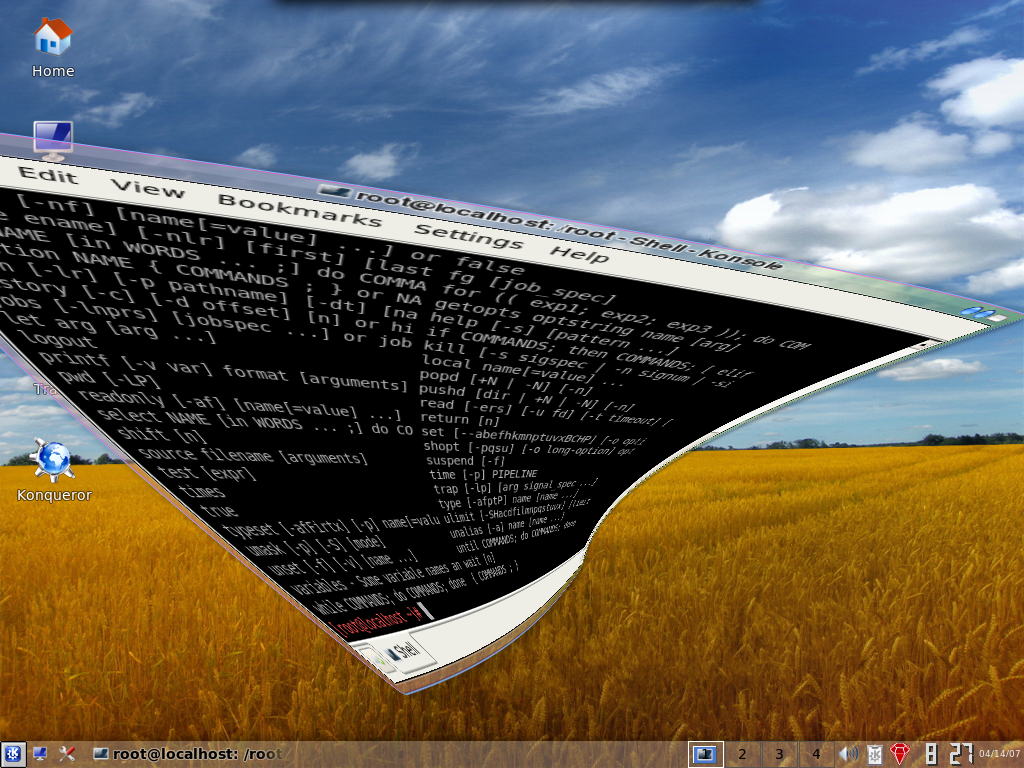
Skrivbordseffekter

### Nästa generation
Under utveckling är även 3D-accelererade grafiska miljöer för Linux där systemet utnyttjar OpenGL för att rita upp fönster och skrivbord. Det mest kända exemplet är XGL och Compiz som utvecklats av Novell. Detta ger dels möjligheten att åstadkomma avancerade effekter med tredimensionella skrivbord, transparenta fönster och snurrande fönster, men systemet får också mer resurser över då alla beräkningar läggs på grafikkortet istället. XGL är fritt tillgängligt och användbart idag även om det fortfarande är att betrakta som experimentellt.

## Tillämpningsprogram för kontor och nät

### Webbläsare
Att surfa på nätet har blivit den kanske vanligaste aktiviteten vid en dator idag, så då är det viktigt att operativsystemet har en bra webbläsare.
Mozilla Firefox som blivit en mycket vanlig läsare är numera standard i många distributioner. I GNOME-baserade system finns numera en enkel men kompetent läsare i Epiphany, som använder sig av samma bas som Firefox men har en del nytänkande vad gäller favoriter och surfande. KDE kommer med Konqueror som användes som bas för Apples Safari. Bland grafiska webbläsare som distribueras med de flesta linuxsystem kan också nämnas Galeon och Seamonkey, den senare en variant av Mozilla.
Operas Linux-version är gratis och annonsfri. Det är också möjligt att köra Internet Explorer via Wine eller CrossOver Office, något som används för testning av webbdesign och -utveckling. Den 8 december 2009 släppte Google en officiell beta av sin webbläsare Google Chrome till Linux, som sedan den 25 maj 2010 är stabil. Ett vanligt alternativ till Google Chrome är Chromium, som till skillnad från Google Chrome har en open source-licens.
Slutligen finns det ett antal textbaserade webbläsare, som Lynx, w3m och Links, kan vara praktiska i speciella sammanhang och för dem som av någon anledning inte använder sig av ett grafiskt gränssnitt. En tillämpning är att enkelt förvandla webbsidor till textdokument.

### E-post
Det finns likaså ett antal program för e-post. Det är vanligt att köra en egen e-postserver för intern e-post, för sortering och filtrering av e-post utifrån och för mer avancerade köfunktioner för utgående post. Nedan e-postklienter:
Mozilla Thunderbird är ett systerprojekt till Firefox och har bland annat ett inbyggt system för att hantera skräppost, så kallad spam. Evolution är ett program för e-post, kalender och adresser utvecklat av Ximian och Novell som integrerar väl med GNOME och andra program i miljön. Evolution kan ansluta till Microsofts Exchange 2003 (med hjälp av Outlook Web Access/WebDAV) och Novell GroupWise. Något stabil lösning för att koppla upp sig mot Exchange 2007 och 2010 med MAPI-protokollet finns dock inte än. Evolution har också en del innovativa funktioner för att sortera och söka i brev. Vad gäller skrivbordsmiljön KDE finns bland annat klienten KMail. Webbläsaren Opera kunde också hantera e-post, men funktionalitet för detta är borttaget sedan version 15. Slutligen finns det ett flertal textbaserade klienter som Mutt och Pine.
Webbaserade tjänster som Gmail och Hotmail fungerar precis som vanligt i de vanligaste webbläsarna.

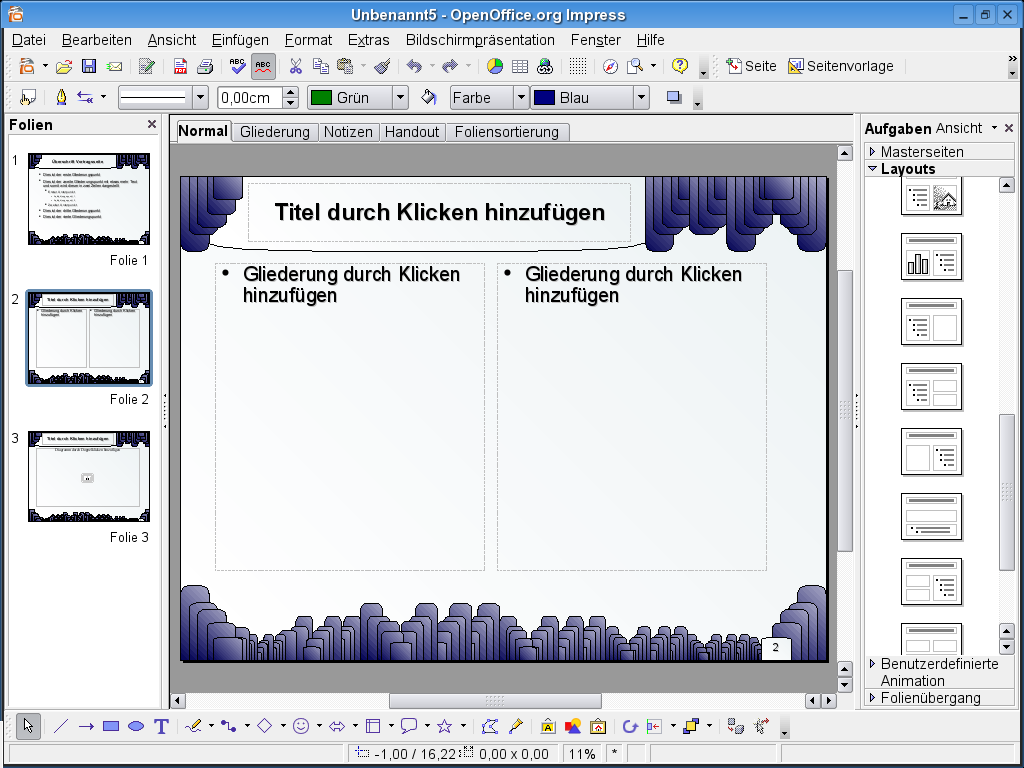
OpenOffice.org Impress kan ersätta Microsoft PowerPoint.

### Kontorsprogram
De flesta användare behöver någon form av programsvit för kontorsarbete, om inte annat för att det är så vanligt att andra människor vill ha dokument i Microsoft Word- eller Excel-format.
LibreOffice eller OpenOffice.org installeras som standard i många distributioner och endera finns nästan alltid tillgänglig för installation. Dessa program är numera rätt vanliga även på Windows-datorer. De klarar av att öppna nästan alla Microsoft Office-dokument och spara dem tillbaka i samma format.
KDE har sin egen kontorsprogramsvit, KOffice, vilken också innehåller alla kontorsprogram användaren kan förvänta sig. Likaså har GNOME vissa delar i form av AbiWord och Gnumeric, men än så länge[Utvecklingen är snabb, så tidsreferens nödvändig?] är stödet för avancerade funktioner i andra format än de egna bristfälligt på vissa punkter.

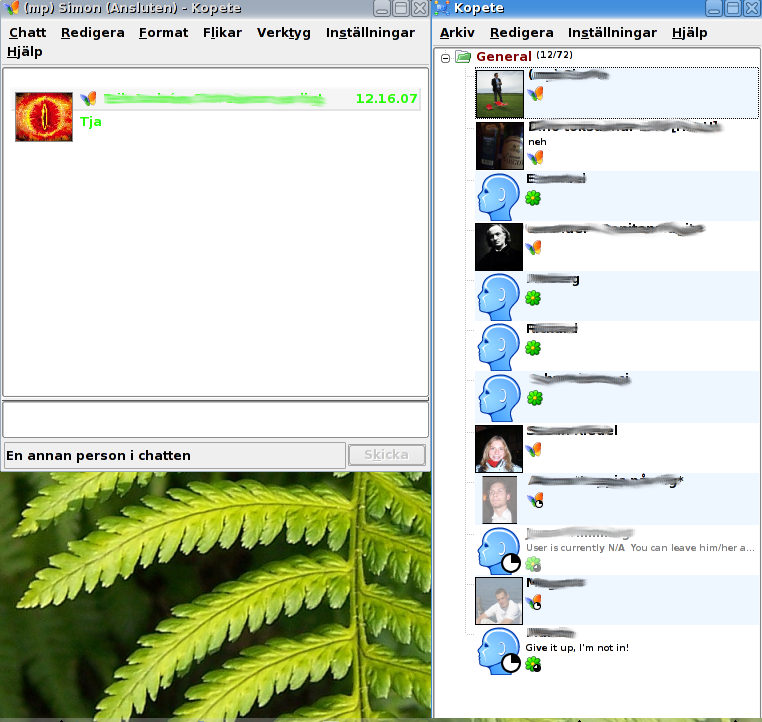
Kopete 0.11 på svenska.

Stödet för PDF och postscript är gott i Linux. Vanligen omvandlas alla dokument till postscript (eller PDF) i samband med utskrift. Det finns också ett otal små verktyg för att konvertera mellan olika format och manipulera filerna på olika sätt. För läsning av PDF-dokument finns Evince i Gnome, KPDF i KDE och de självständiga Xpdf och Ghostview. Stödet för nya PDF-funktioner kan dock vara bristfälligt. Också Adobe Reader finns att få för Linux.
Traditionellt sköts ordbehandling på GNU-system med en textredigerare och TeX eller LaTeX. Nuförtiden finns vid sidan av de till kontorssviterna hörande ordbehandlarna också LyX, som internt använder LaTeX.

### Chattprogram
Två av de vanligaste programmen för chatt i Linux är i dagsläget Pidgin i GNOME-baserade system och Kopete för KDE. Båda programmen stöder alla de vanligaste protokollen, som MSN, ICQ/AIM, Jabber/Google Talk, Yahoo och även IRC. Precis som Trillian och Miranda IM för Windows så kan användaren ha kontakter för flera olika protokoll i samma kontaktlista och slipper därmed ha flera program igång samtidigt.
Som vanligt finns det mängder av alternativa och specialiserade program som aMSN, Licq och även som Centericq. Den som inte känner sig riktigt bekväm med de vanligaste kan med fördel prova fler alternativ. Textbaserade IRC-klienter såsom Irssi används ofta av entusiaster i kombination med det sessionssparande programmet Screen rentav som kommersiell tjänst från shellservrar, där fördelen det vill säga ligger i att utöver konceptet med proxy ha en ständig IRC-närvaro till vilken man kan koppla sig varifrån som helst via en SSH-förbindelse.

## Musik och video

### Juridiska problem med mjukvarupatent
Det finns ett stort antal avancerade och kompetenta spelare för Linux. Dock finns det stora problem på detta område då det gäller olika format och kodekar som är skyddade av programvarupatent. Företag som sitter på dessa patent vill ha betalt för rätten att använda just deras format. Linuxdistributörer som tar betalt för sina produkter kan i vissa fall betala för den rätten för just sin specifika variant av Linux. Det gör bland annat Linspire och Xandros, samt flera av de andra företagen som har kommersiella versioner av sina distributioner.

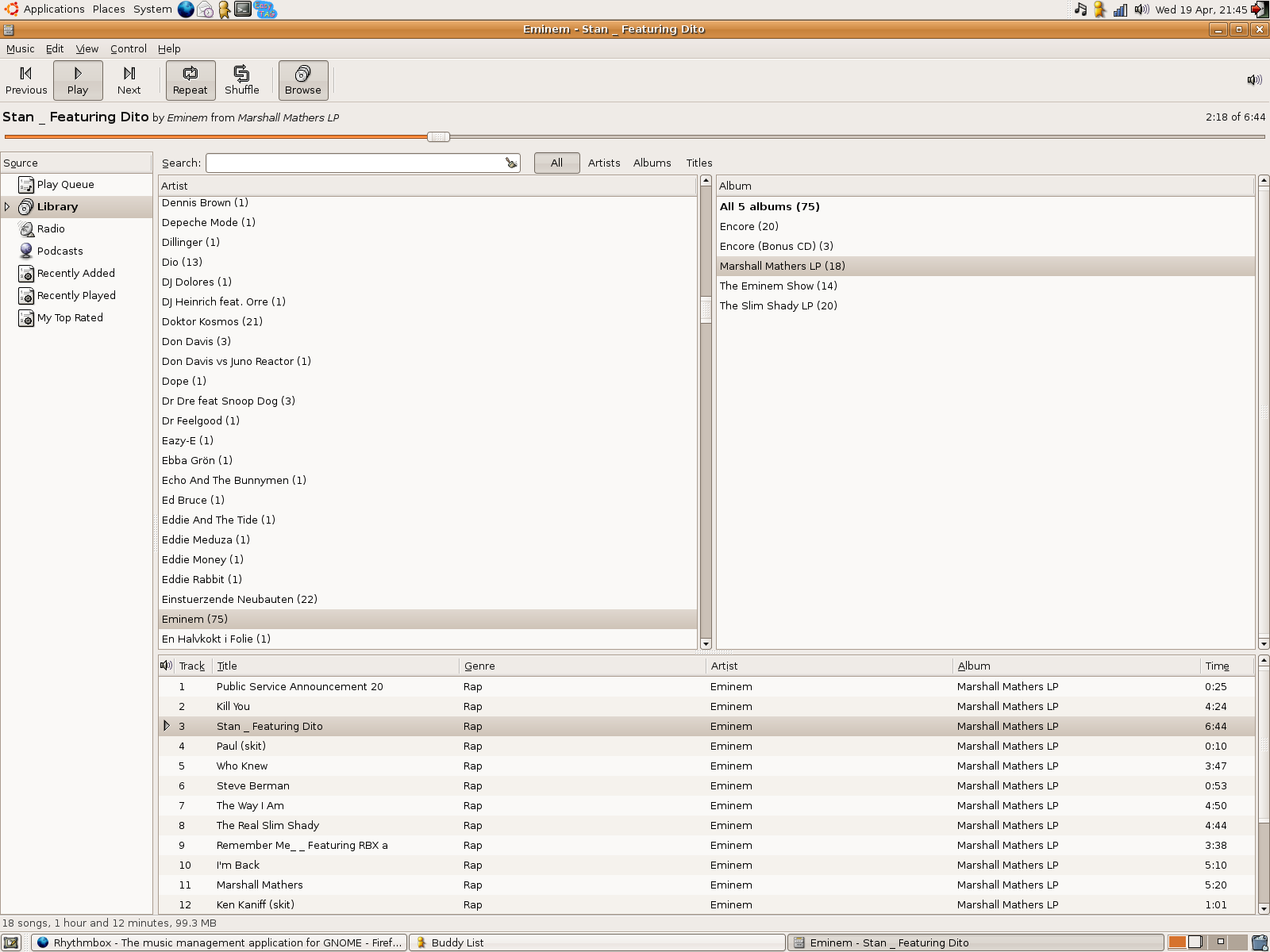
Rhythmbox hanterar musikbibliotek och webbradio i GNOME.

De som inte tar betalt eller som inte vill distribuera ofria komponenter ligger sämre till. I bästa fall befinner användaren sig i en juridisk gråzon när denne då gör något så elementärt som att spela upp en dvd eller en MP3. Många distributioner inkluderar därför inte stöd för dessa och andra kommersiella format, som till exempel Microsofts och Apples skyddade kodekar. Användaren får då själv installera stödet i efterhand; installation för eget bruk är i allmänhet tillåtet också då distribuering inte är det.
I många fall innebär alltså till exempel patenterade kodekar mest några extra åtgärder innan systemet fungerar fullt ut. Vill användaren påverka situationen kan denne själv istället använda öppna format som Ogg och engagera sig för att stoppa programvarupatent i EU.

### Musikspelare
- XMMS var under många år den vanligaste musikspelaren i Linux, och är en klassisk Winamp-klon. Projektet underhålls dock inte längre. Efterföljaren XMMS2 är ett bakgrundsprogram med en mångfald separata användargränssnitt för olika miljöer.
- Audacious och BMPx är moderniserade varianter av XMMS.
- Rhythmbox är Gnome-projektets Itunes-klon med stöd för musikbibliotek, radiostationer och Ipod.
- AmaroK är KDE:s motsvarighet till Itunes-klonen Rhythmbox.

- JuK är en jukebox för KDE.

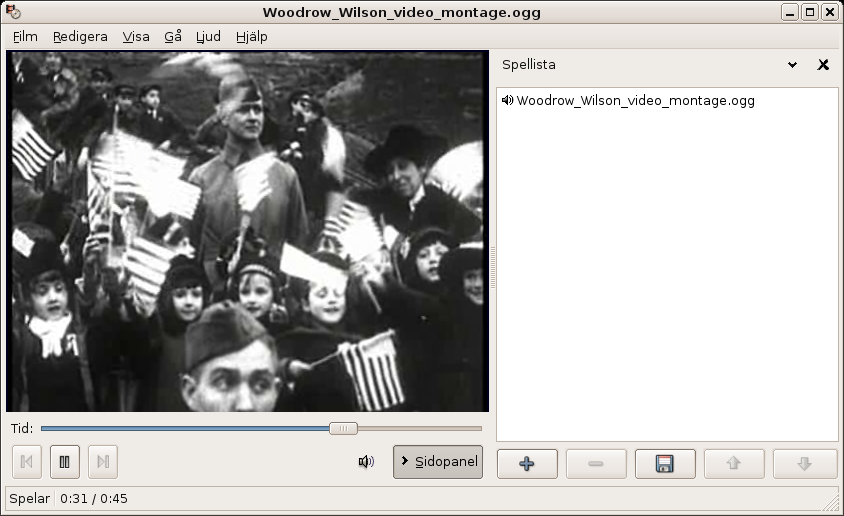
Totem 1.2.1 på svenska under Debian.

- banshee är en modern musikspelare för Gnome.

### Videospelare
- Totem är GNOME-projektets mediaspelare.
- MPlayer är en gammal trotjänare i UNIX-sammanhang som kan använda kodekar från Windows.
- VLC media player finns även till Windows och Mac och är känt för att kunna spela nästan vad som helst utan extra kodekar.
- xine är en annan vanlig spelare som funnits länge. Kan använda kodekar från Windows.
- Kaffeine är en spelare för KDE som använder xine för att spela upp film.
- Ogle är en DVD-spelare med svenskt ursprung.

## Spel till Linux

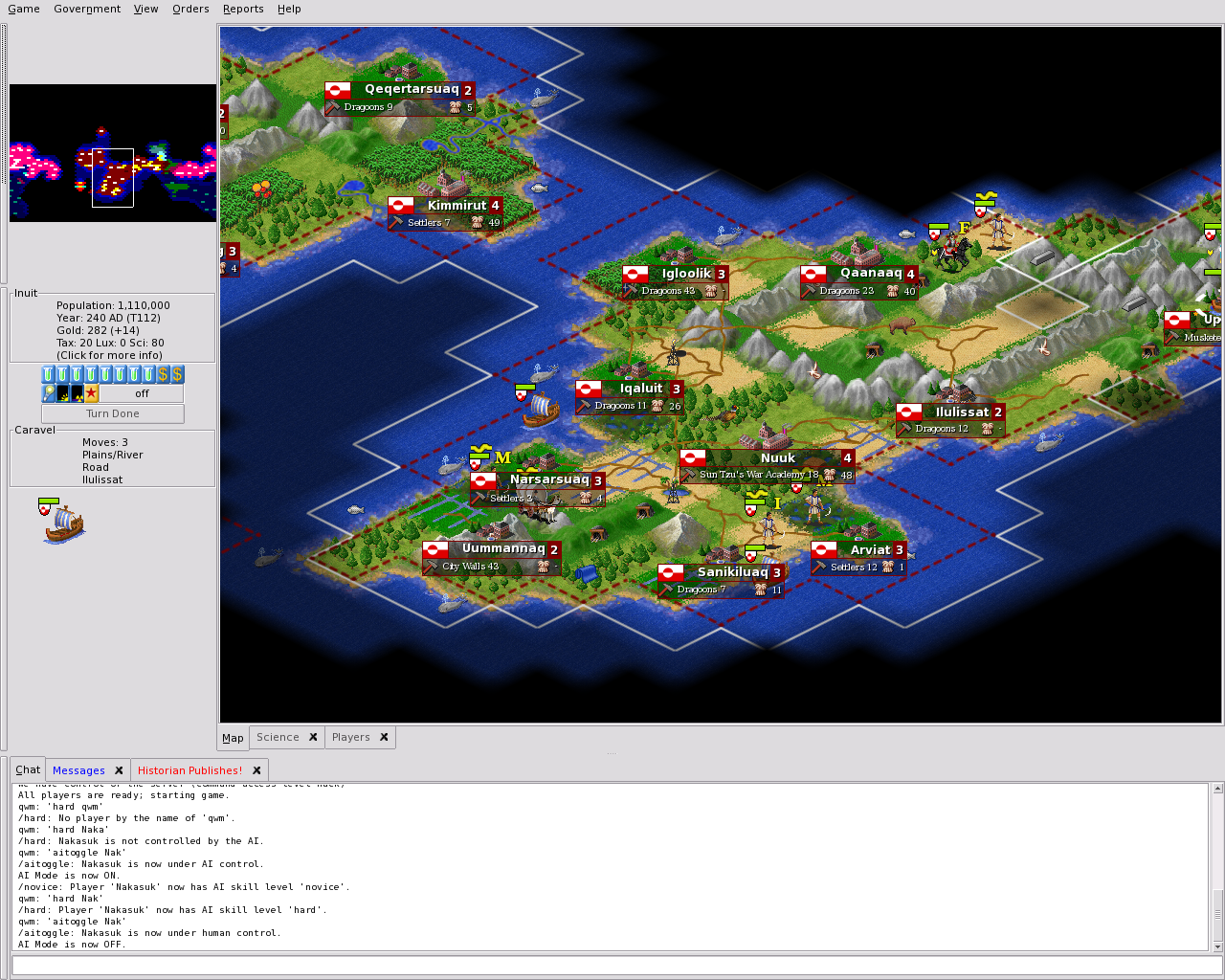
Freeciv är inspirerat av Civilization-serien.

Det finns inte lika många stora datorspel till Linux som till Windows. Främsta anledningen är att det finns jämförelsevis få Linux-system jämfört med Windows-system, varför många kommersiella speltillverkare inte anser det vara värt kostnaden att utveckla en kompatibel version. Däremot är tillgången på små, enkla och fria spel god, till exempel olika kortspel.
Det är också vanligt att speltillverkare använder sig av proprietära format och API:er som DirectX som inte Linux har naturligt stöd för (men se Windows-spel i Linux nedan). Detta kan innebära att det är ett alldeles för stort och dyrt arbete för ett företag att göra om spelet för en annan plattform. Dock finns det idag inga tekniska begränsningar i hårdvara eller drivrutiner som hindrar moderna spel att köra lika bra som på andra plattformar. Om utvecklarna använder sig av öppna standarder som OpenGL och OpenAL eller av en spelmotor som kan hantera både dessa och Microsofts specifika format kan en konvertering vara mycket enkel att göra, speciellt om den varit med i planeringen från starten.
Spelplattformen Steam finns tillgängligt för många distributioner (2013), framförallt i Debian och Ubuntu-baserade distributioner. Många av Valve-spelen i Steam är tillgängliga för Linux.

### Konverteringar
Trots allt händer det att konverteringar görs, antingen att företaget i fråga av olika anledningar vill stödja Linux-plattformen eller för att de släpper källkoden fri och fristående hackers portar spelet i fråga. Vanligtvis släpps inte övriga resurser som grafik och ljud fritt, utan datorspelaren måste fortfarande äga en kopia av originalspelet för att kunna spela konverteringen.
Id Software släppte för flera år sedan källkoden till Doom under GPL och det finns ett antal projekt som har utvecklat spelmotorn vidare. Samma datafiler som användes till originalspelet kan därför nu användas för att spela Doom på ett Linux-system. Sedan dess har Id börjat släppa fler titlar som Quake 4 och Doom 3 direkt i Linuxversioner och dessutom brukar de släppa källkoden till spelen efter något år, bland annat finns Quake III Arena tillgängligt på detta vis. I samma genre har även Epic Games släppt flera spel ur Unreal-serien för Linux, dock utan källkod.

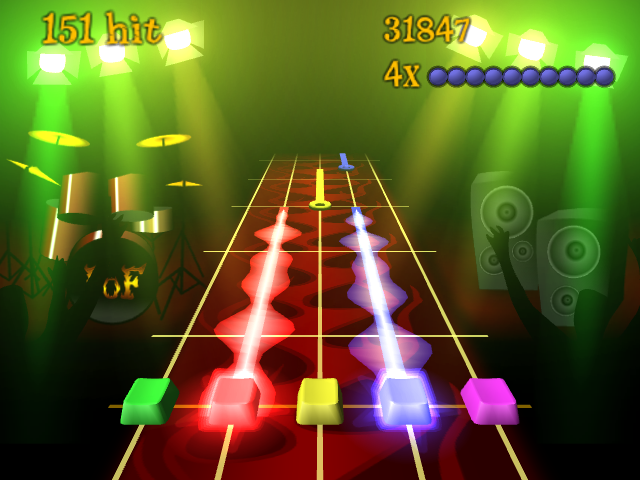
Skärmdump från Guitar Hero- klonen Frets on Fire, ett musikspel där användaren "simulerar" gitarrspelning.

I vissa fall återskapar fristående utvecklare ett spel utan att ha tillgång till källkoden, exempel på detta är OpenTTD som är en helt fristående implementation av Transport Tycoon Deluxe och Freeciv som har klonat Civilization II.

### Spel gjorda för Linux

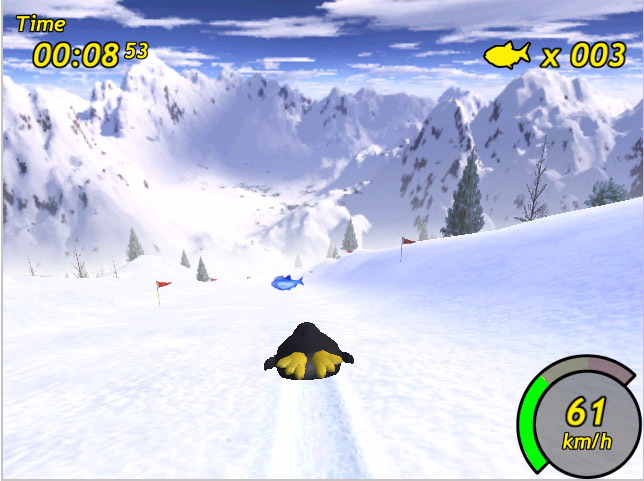
Tux Racer (senare Extreme Tux Racer).

Kommersiella storspel gjorda med Linux i åtanke är fortfarande sällsynta. Däremot finns det en stor mängd mindre spel, kommersiella såväl som fria, gjorda av indieutvecklare och hobbyister världen över. Det finns även ett och annat projekt under utveckling som siktar på att bli stort.
PlaneShift är ett projekt har som mål att skapa ett fullskaligt MMORPG baserat helt på öppen källkod. Annat MMORPG-projekt är Tibia.
Värda att nämna är också öppna och fria dans-, rytm- och musikspel som StepMania och Frets on Fire, speciellt då den förstnämnda uttryckligen är avsedd att spelas med originalspeltypens kontroller, i det här fallet en dansmatta. Även Frets on Fire kan med hjälp av lämpliga adapters spelas med Guitar Heros gitarrliknande kontroller.

### Windows-spel i Linux
Många Windows-spel går att spela under Linux med hjälp av Wine och Cedega (som baseras på wine men har bättre stöd för många spel, samt kostar pengar). Wine står för "Wine Is Not an Emulator". Båda två har ett utbrett stöd för DirectX och Cedega har även specifika avtal med speltillverkare för att korrekt kunna hantera kopieringsskydd.
Det finns också olika specifika emulatorer, som MAME, DOSBox och DOSEMU för MS-DOS, eller ScummVM för LucasArts gamla äventyrsspel med vilkas hjälp användaren kan spela äldre spel.
Se även:
- Kategori:Linuxspel
- Kategori:Fria datorspel

## Kritik
Den vanligaste kritiken är att Linux allmänt anses som alldeles för svårt att installera och använda, och det har påståtts att Total Cost of Ownership (TCO) för Linux är större än för Microsoft Windows. Denna kritik har delvis hängt med trots distributionerna som gör systemet och enskilda program lätta att installera, och skrivbordsmiljöerna, som tillåter användning utan textkommandon. Åtminstone en del undersökningar visar på lägre totalkostnader än med alternativen.

### Hårdvarustöd
Stöd erbjuds i hög grad av Linux-utvecklarna själva, ibland med aktivt stöd från hårdvarutillverkarna, ibland trots oginhet från deras sida. Detta betyder dels att det mesta hårdvarustödet kommer med operativsystemet, dels att stödet för olika hårdvara varierar enligt andra lagbundenheter än då stödet ges direkt av hårdvarutillverkare.
Stödet för väldigt ny hårdvara är ofta bristfälligt i de fall att tillverkarna själva inte tillhandahåller drivrutiner eller inte har tillräckliga specifikationer på hårdvaran. Linux-utvecklarna tvingas då till reverse-engineering för att skriva drivrutinerna, vilket är svårt och tidskrävande. Å andra sidan finns stödet ofta kvar långt efter att tillverkarna övergivit produkten.

### Rättstvister
Företaget SCO Group stämde IBM i mars 2003, där SCO bland annat hävdade att IBM har bidragit med upphovsrättsskyddad kod som tillhör SCO till Linuxkärnan, något som bryter mot den licens IBM innehar för att använda UNIX. SCO kontaktade även ett antal andra företag och varnade dem för att ett olicensierat användande av Linux skulle följas upp av fler stämningar. SCO har även stämt Novell, DaimlerChrysler och AutoZone, medan bland annat Red Hat har kontrat med att stämma SCO.
SCO har ännu inte visat upp bevis på någon överträdelse. Företag som Microsoft och Sun Microsystems har köpt licenser från SCO, enligt utsago för att respektera företagets upphovsrätt och för att undvika att bli stämda, men andra hävdar att åtminstone Microsoft via SCO finansierar en smutskastningskampanj mot Linux. Inom IT-pressen har det under början av 2007 dessutom med stöd av uttalanden från relevanta personer inom branschen antagits att Microsoft baserat på vaga påståenden om immaterialrättsliga övertramp eventuellt krävt stora summor pengar av vissa stora bolag som använder sig av Linux.
SCO har förlorat mot Novell och har i praktiken förlorat mot IBM även om SCO förhalar så gott det går. I maj 2009 begärde konkursförvaltaren att SCO ska gå i likvidation i en domstolsinlaga.

### Relaterade operativsystem
- Android – operativsystem för smarttelefoner och pekplattor, baserat på Linux-kärnan.
- GNU/Hurd – använder samma GNU-komponenter men har Hurd som kärna
- BSD – ursprung till en gren av Unix-trädet
- FreeBSD – annat populärt Unix-baserat operativsystem
- Solaris – Unix-variant som numera finns tillgänglig under en öppen källkodslicens.